# NXT UK TakeOver: Cardiff
NXT UK TakeOver: Cardiff  est un événement de catch professionnel et un événement du WWE Network produit par la fédération américaine World Wrestling Entertainment pour sa branche de développement britannique NXT UK. Il s'est déroulé le 31 août 2019 au Motorpoint Arena Cardiff à Cardiff au Pays de Galles et fut diffusé en direct sur le WWE Network,. C'est le deuxième événement dans la chronologie des NXT UK TakeOver, il succède à NXT UK TakeOver: Blackpool.
Six matches furent contestés lors de cet événement, le main event opposa WALTER qui conserva son WWE United Kingdom Championship en battant Tyler Bate. Deux autres matches de championnat furent disputés incluant un match de championnat par équipe au cours duquel Mark Andrews et Flash Morgan Webster remportèrent les championnats par équipe de NXT UK en battant Zack Gibson et James Drake ainsi Gallus (Mark Coffey et Wolfgang), l'autre match de championnat fut pour le titre féminin de NXT UK, Kay Lee Ray remporta le titre en battant Toni Storm.
Le catcheur du roster principal Cesaro fit une apparition.

## Production

### Contextes
TakeOver est une série d'événement de catch professionnel, le premier fut diffusé le 29 mai 2014 lorsque la branche de développement de la WWE, NXT a tenu son deuxième événement spécial en direct sur le WWE Network. La branche de développement NXT UK débuta en août 2018 et adopta plus tard le titre Takeover pour ses pay-per view commençant avec TakeOver: Blackpool en 2019. Plus tard, un deuxième Takeover fut annoncé, le lieu où il se déroulera étant annoncé comme étant Cardiff au Pays de Galles.

### Histoire
La carte inclut six matches construits sur des histoires scriptées aux résultats prédéfinis. Les catcheurs tiennent les rôles de heel et face (gentil et méchant) afin de construire une histoire intéressante et divertissante,
Le 19 juin à NXT UK, Kay Lee Ray remporta une bataille royale en éliminant Xia Brookside lui donnant droit à un match de championnat féminin de NXT UK face à la championne en titre Toni Storm quand elle le voudra. Le 17 juillet à NXT UK, Rae annonce que le match de championnat se tiendra lors de TakeOver: Cardiff.
Le 3 juillet à NXT UK, lors d'un match de championnat par équipe incluant Moustache Mountain, IMPERIUM fit une intervention, attaquant et blessant Tyler Bate. Le 31 juillet à NXT UK, Bate effectua son retour en attaquant le clan IMPERIUM ce qui mena à l'annonce d'un match de championnat de NXT UK entre Bate et le champion en titre WALTER leader d'IMPERIUM.
Le 7 août à NXT UK, Gallus et Mark Andrews & Flash Morgan Webster firent comprendre leur envie d'affronter les Grizzled Young Veterans pour les NXT UK Tag Team Championship. Le match entre les trois équipes fut officialisé pour Cardiff.
| Role:         | Nom:               |
| ------------- | ------------------ |
| Commentateurs | Vic Joseph         |
| Commentateurs | Nigel McGuinness   |
| Annonceurs    | Andy Shepherd      |
| Arbitres      | Joel Allen         |
| Arbitres      | Chris Roberts      |
| Arbitres      | Chris Sharpe       |
| Arbitres      | Tom Scarborough    |
| Journalistes  | Radzi Chinyanganya |

### Matches préliminaires
L'événement s'ouvra sur une victoire de Noam Dar sur Travis Banks à la suite d'un Nova Roller. Le match suivant opposa l'invité spécial à cet événement : Cesaro à Ilja Dragunov, Cesaro remporta le match.
À la suite de cela, Webster et Andrews remportèrent les championnats par équipe en battant The Grizzled Young Veterans et Gallus lors d'un match triple menace par équipe.
Plus tard, Joe Coffey remporta un Last Man Standing match en battant Dave Mastiff.

### Main event
Lors du main event, WALTER conserva son titre en battant Tyler Bate à la suite d'un powerbomb suivi d'une Lariat.

## Critiques
Larry Csonka de 411mania.com nota 8.5/10 et déclara "NXT UK TakeOver: Cardiff 2019 fut un énorme succès et un grand progrès en comparaison du premier Takeover, les changements de titres avaient du sens et le match entre Bate et WALTER est déjà un classique." Dave Meltzer du Wrestling Observer Newsletter nota également cet événement de façon généreuse: 2.5 étoiles pour Noam Dar vs. Travis Banks, 4 étoiles pour Cesaro vs. Ilja Dragunov, 4.5 étoiles pour le triple threat NXT UK Tag Team Championship match, 2.5 étoiles pour le Last Man Standing Match, 3.25 étoiles pour le NXT UK Women's Championship match et 5.25 stars pour le United Kingdom Championship match, faisant de ce match le troisième pour la WWE à dépasser 5 étoiles.

## Résultats
| No. | Résultats | Stipulations                                                       | Durée |
| --- | --- | ------------------------------------------------------------------ | ----- |
| 1UK | Rhea Ripley bat Piper Niven                                                                                     | Match simple                                                       | N/A   |
| 2UK | Kassius Ohno bat Sid Scala                                                                                      | Match simple                                                       | N/A   |
| 3 | Noam Dar bat Travis Banks                                                                                       | Match simple                                                       | 13:55 |
| 4 | Cesaro bat Ilja Dragunov                                                                                        | Match simple                                                       | 12:26 |
| 5 | Mark Andrews et Flash Morgan Webster battent Zack Gibson et James Drake (c) et Gallus (Mark Coffey et Wolfgang) | Triple threat tag team match pour les NXT UK Tag Team Championship | 20:17 |
| 6 | Joe Coffey bat Dave Mastiff                                                                                     | Last Man Standing match                                            | 16:03 |
| 7 | Kay Lee Ray bat Toni Storm (c)                                                                                  | Match simple pour le NXT UK Women's Championship                   | 9:52  |
| 8 | WALTER (c) bat Tyler Bate                                                                                       | Match simple pour le WWE United Kingdom Championship               | 42:12 |
| - (c) – Fait références aux champions - UK – indique les matches enregistrés pour de futurs épisodes de NXT UK | |                                                                    |       |